# Oberbernbach
Oberbernbach ist ein Pfarrdorf und Stadtteil von Aichach im Landkreis Aichach-Friedberg, der zum Regierungsbezirk Schwaben in Bayern gehört.

Zur Gemarkung gehören auch der Ort Aich und die Einöde Froschham.

## Geographie

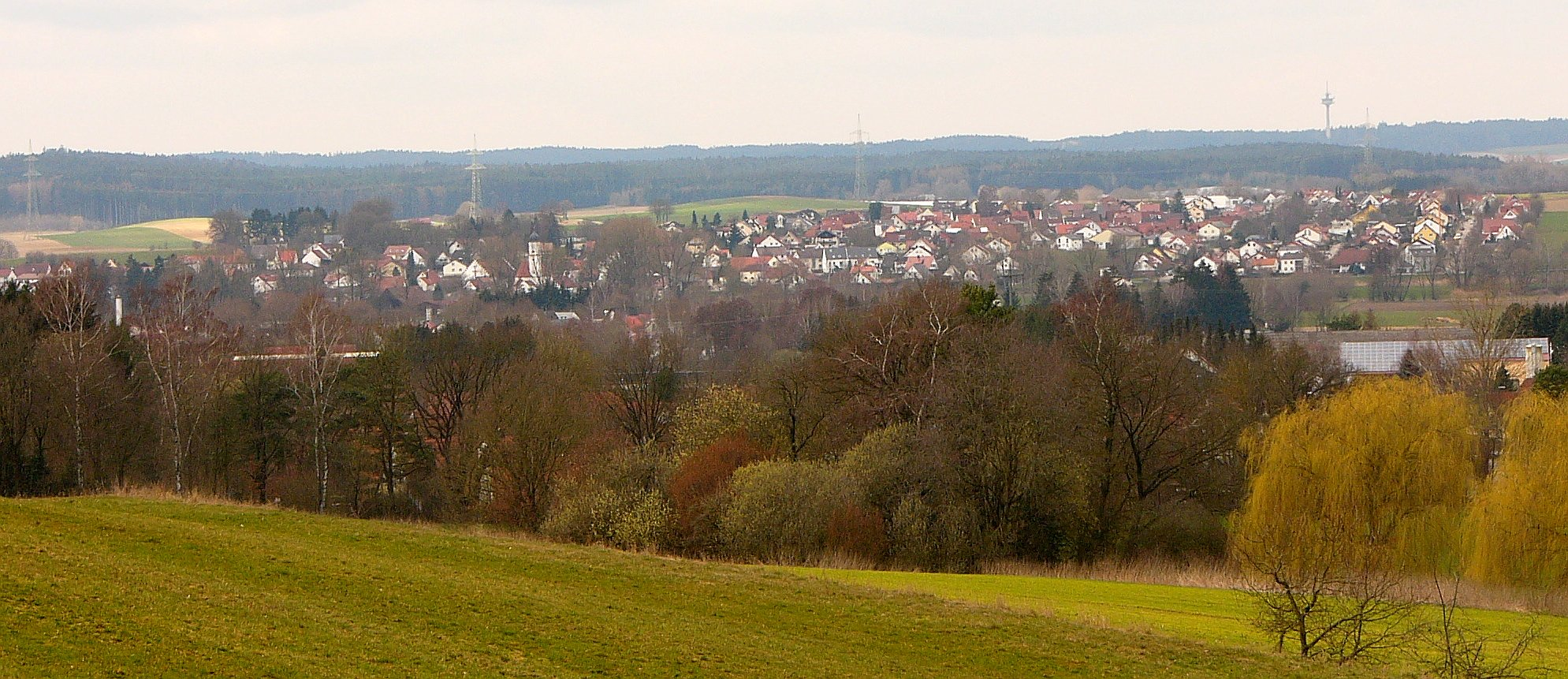
Blick auf Oberbernbach von Unterwittelsbach aus

Oberbernbach liegt im Donau-Isar-Hügelland und damit im unterbayerischen Hügelland, das zum Alpenvorland, einer der naturräumlichen Haupteinheiten Deutschlands, gehört.
Oberbernbach liegt direkt nordwestlich angrenzend an die Altstadt Aichach und ist mit dieser nahezu verwachsen. Aich und Froschham liegen westlich von Oberbernbach. Oberbernbach wird von der Aichacher Altstadt durch die südwestlich-nordöstlich fließende Paar getrennt.
Von Nordwesten kommend führt die Staatsstraße 2047 von Rain nach Aichach durch Oberbernbach, bevor sie in die Altstadt Aichach einmündet.
Die Kreisstraße AIC 1 von Inchenhofen nach Aichach macht von Norden kommend zwischen Walchshofen und Oberbernbach eine weite Schleife und mündet parallel zum Bahngleis von Norden in Oberbernbach in die Staatsstraße ein, die an dieser Stelle scharf nach Süden abzweigt.
Östlich an Oberbernbach vorbei verläuft die Paartalbahn von Augsburg-Hochzoll nach Ingolstadt.

## Geschichte

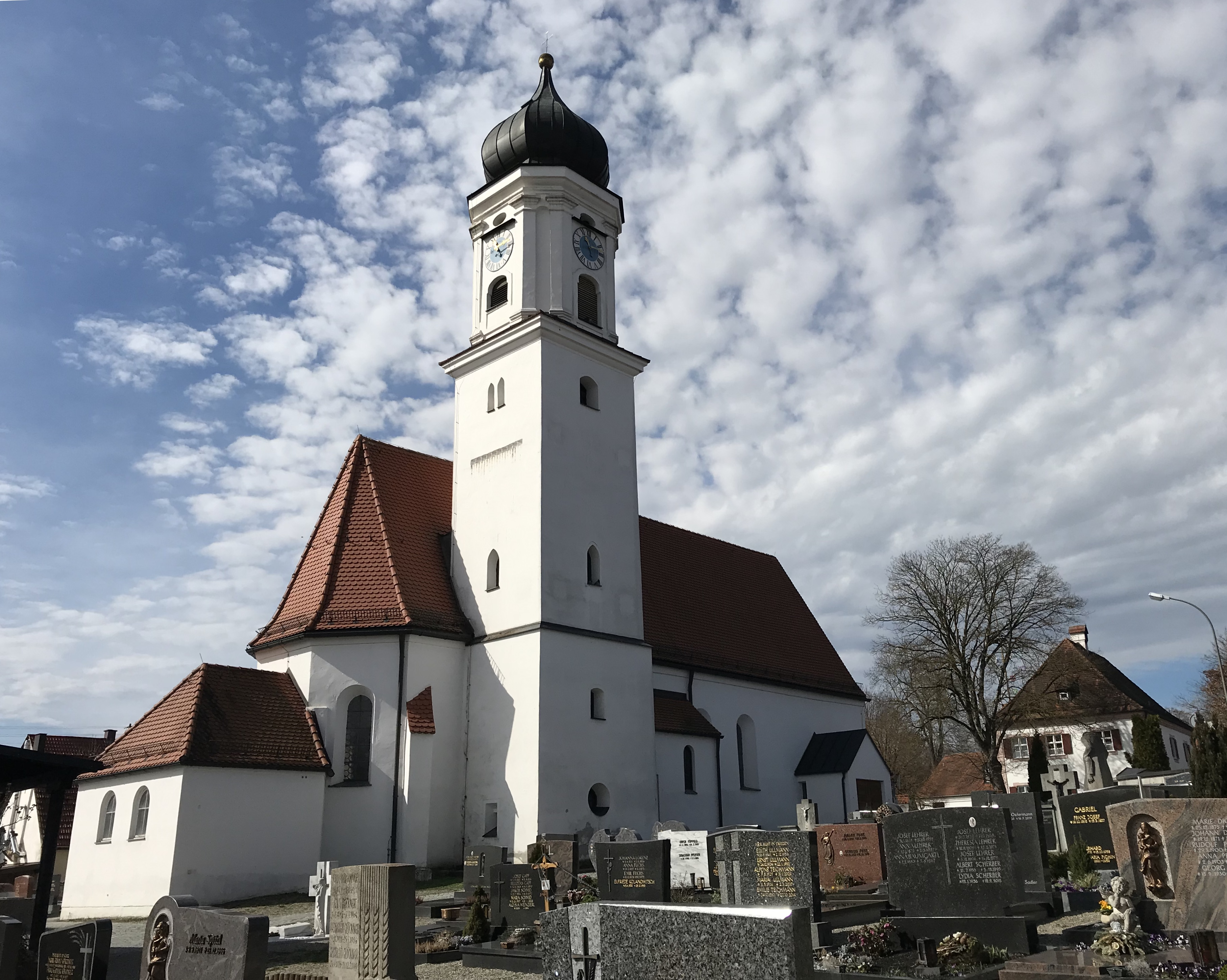
St. Johannes Baptist

Die katholische Pfarrkirche Sankt Johannes Baptist in Oberbernbach gehört zur Pfarreiengemeinschaft Aichach im Dekanat Aichach-Friedberg im Bistum Augsburg. Zur Pfarrei gehören auch noch Aich mit der Wallfahrtskapelle Maria in der Aich und Froschham.
Bis zum 1. Juli 1972 gehörte Oberbernbach mit seinen Ortsteilen als selbstständige Gemeinde zum Landkreis Aichach und kam dann im Zuge der Gebietsreform in Bayern zum neu gegründeten Landkreis Aichach-Friedberg. Am 1. Januar 1978 wurde Oberbernbach in die Stadt Aichach eingemeindet.

## Bodendenkmäler
Siehe auch: Liste der Bodendenkmäler in Aichach
- Villa rustica (Oberbernbach)

## Ehrenbürger von Oberbernbach
- Hans Schindler (* 21. März 1891 in Reichertshausen; † 1983 in München)
Oberlehrer
Verleihung am 8. April 1954
- Leonhard Schelchshorn (* 6. November 1908 in Oberbernbach; † 22. April 1979 in Aichach)
Bürgermeister
Verleihung am 6. November 1977

## Unternehmen in Oberbernbach
Ein bekanntes lokales Unternehmen ist die kleine Privatbrauerei Berabecka Boandlbräu.